# Frank Shannon
Frank Shannon (Ierland, 27 juli 1874 - Los Angeles, 1 februari 1959) was een in Ierland geboren filmacteur en schrijver. Shannon is bij het grote publiek het bekendst om zijn rol als de briljante wetenschapper Dr. Zarkov in drie Flash Gordon films met Buster Crabbe in de hoofdrol.

## Gedeeltelijke filmografie
- The Prisoner of Zenda (1913)
- Perjury (1921)
- Boomerang Bill, als Terrence O'Malley (1922)
- Monsieur Beaucaire, als Badger (1924)
- Rasputin and the Empress, als Professor Propotkin (1932)
- G' Men, als Police Chief (1935)
- Flash Gordon, als Dr. Zarkov (1936)
- Road Gang, als Chaplain (1936)
- The Texas Rangers, als Captain Stafford (1936)
- The Adventurous Blonde, als Cap. McTavish (1937)
- Blondes at Work, als Cap. McTavish (1938)
- Flash Gordon's Trip to Mars, als Dr. Zarkov (1938)
- Torchy Gets Her Man, als Cap. McTavish (1938)
- Torchy Blane in Chinatown, als Cap. McTavish (1939)
- Torchy Runs for Mayor, als Cap. McTavish (1939)
- Torchy Blane... Playing with Dynamite, as Cap. McTavish (1939)
- Union Pacific, als Old Man (1939)
- Flash Gordon Conquers the Universe, als Dr. Zarkov (1940)
- Federal Fugitives (1941)
- The Phantom, als Professor Davidson (1943)
- The Desert Hawk (1944)

- Gemeinsame Normdatei: 141959355
- International Standard Name Identifier: 0000 0000 8217 1241
- Library of Congress Control Number: no90023183
- SNAC: w6jd8469
- Virtual International Authority File: 31556966
- WorldCat: E39PBJcrbhb4yFpWjcH8YJ8wG3